# Zaak-Lezo
De zaak-Lezo is een Spaans corruptieschandaal, uitgebroken in 2016, omtrent mogelijke fraude in het bestuur van het openbare nutsbedrijf Canal de Isabel II, het waterbedrijf van de regio Madrid. Het ingestelde onderzoek probeert uit te maken of publiek geld van dit bedrijf op bankrekeningen van leden van de besturende partij Partido Popular (PP) terecht is gekomen. 
De meest in het oog springende aangeklaagde is in eerste instantie Ignacio González, ex-president van de regio Madrid van 2012 tot 2015. Op 26 april 2018 wordt ook Alberto Ruiz-Gallardón, een van zijn voorgangers, aangeklaagd. 
In de zaak is anno juni 2020 nog geen uitspraak gedaan. 